# Султанмуратовский сельсовет
Султанмуратовский сельсовет — сельское поселение в Аургазинском районе Башкортостана Российской Федерации.
Административный центр — село Султанмуратово.

## История
Статус и границы сельского поселения установлены Законом Республики Башкортостан от 17 декабря 2004 года № 126-з «О границах, статусе и административных центрах муниципальных образований в Республике Башкортостан».

## Население
| 2002 | 2009 | 2010 | 2012 | 2013 | 2014 | 2015 |
| ---- | ---- | ---- | ---- | ---- | ---- | ---- |
| 918  | ↗922 | ↘897 | ↘873 | ↘844 | ↘816 | ↘782 |
| 2016 | 2017 |      |      |      |      |      |
| ↘778 | ↘762 |      |      |      |      |      |

## Состав сельского поселения
| № | Населённый пункт | Тип населённого пункта       | Население |
| - | ---------------- | ---------------------------- | --------- |
| 1 | Султанмуратово   | село, административный центр | ↘706      |
| 2 | Чишма            | деревня                      | ↘96       |
| 3 | Чубайтал         | деревня                      | ↗75       |
| 4 | Бакаево          | деревня                      | ↘20       |